# Familienformen
Historisch betrachtet gibt es in Europa eine ganze Reihe von Familienformen. Hauptgegenstand der Betrachtung waren früher insbesondere das „Ganze Haus“ und die „Große Haushaltsfamilie“. Beide Formen werden auch als Großfamilie bezeichnet, wobei es erhebliche Variationen gibt, sowohl was die Zahl der Mitglieder, die einbezogenen Generationen oder Seitenlinien, als auch was den Einbezug Nicht-Blutsverwandter (Mündel, Gesinde, Haussklaven, Hauspersonal, au pair) angeht. Heute ist bekannt, dass diese Konstrukte auch in historischer Zeit keineswegs in dem Maße überwogen wie seinerzeit angenommen. Auch die Interpretation von „Abstammung“ unterscheidet sich (vergleiche zum Beispiel die Institutionen der Adoption und Pflegekinder/-eltern).
Zur Beschreibung der Familie benötigt die Familiensoziologie eine Reihe von Begriffen. Teilweise ist seit der Antike in Europa eine Entwicklung von der Groß- zur Kleinfamilie festzustellen. In der Soziologie ist das Gegenstück zur Großfamilie nicht die Kleinfamilie, sondern die „Kernfamilie“. Sie ist als Gattenfamilie, die aus Eltern (Vater, Mutter) und Kindern besteht, die Basis aller Familienformen.
Dabei besteht das Problem, dass gleiche Begriffe zu ganz unterschiedlichen Epochen ganz Unterschiedliches umfassten; so ist die Kernfamilie im Feudalismus zwar in der Form mit jener in der Moderne gleich, im Machtgefüge und im sozialen Ansehen bestehen jedoch gravierende Unterschiede, Ähnliches zeigt sich durch die Epochen in der Großfamilie.

## Antike Familie
Familie bedeutete in der Antike eine umfassende Lebens- und Rechtsform zum Teil auch mehrerer Generationen – zum Beispiel Väter und Söhne – mit unter Umständen sehr vielen Sklaven bzw. Knechten und Mägden in einem „Haus“. Basis der „Antiken Familie“ ist die Rechtsform, die später als „Haus“ bezeichnet wird, in der der Hausvater (Pater familias) nach außen rechtlicher Vertreter und Schutzherr der Familie ist, nach innen als Patriarch Inhaber aller Machtbefugnis (bis hin zum Töten von Sklaven und vielem mehr).

## Große Haushaltsfamilie
Im Mittelalter entspricht dem die „Große Haushaltsfamilie“, in der mehrere Generationen, zum Teil auch parallele Ehen (zum Beispiel von Brüdern) und gegebenenfalls Verwandte zusammen mit dem Gesinde eine Lebens- und Wirtschaftsform bilden. In der historischen Entwicklung ist die „Große Haushaltsfamilie“ eher in Ost- und Nordeuropa zu finden, seltener hingegen in Westeuropa.

## Anwesen
Das Zentrum des Familienlebens bildete vielfach das (bäuerliche) „Anwesen“, insbesondere in Regionen mit großbäuerlicher Landwirtschaft (zum Beispiel Nordwestdeutschlands; z. B. Haubarg). Hier lebte auf einem (Bauern-)Hof neben der „Kernfamilie“ auch das Gesinde bzw. Verwandte der Kernfamilie; alle gemeinsam bildeten einen „Erweiterten Haushalt“, dessen Oberhaupt der Hausvater war (siehe unten), andererseits aber weitere Haushalte einbezogen sein können, nämlich die von Insten und Altenteilern. Beide können wiederum „Erweiterte Haushalte“ sein. Während Inste zumeist Arbeitskräfte auf dem Hof waren, waren Altenteiler die früheren Hofhalter, üblicherweise Eltern und ggf. Großeltern eines Gatten des Haupthaushalts, seltener auch andere, nicht mit den Eigentümern verwandte Personen. Sie hatten zumindest Anteil an den Produkten des Hofes.

## Begriffsdefinitionen: Haus / Ganzes Haus / Erweiterter Haushalt
- Das „Haus“ im Mittelalter – später als „Ganzes Haus“[4][5] (ein von Wilhelm Heinrich Riehl Mitte des 19. Jahrhunderts geprägter Begriff[6]) oder „Erweiterter Haushalt“ benannt – basierte auf der oben genannten Rechtsform des „Hauses“ (Hausvater als rechtliche Vertretung und Schutzherr …) und wird in Abgrenzung zu den anderen Formen als aus nur einer „Kernfamilie“ plus Gesinde bestehend definiert.
- Das „Ganze Haus“ bezeichnete den Haushalt als Rechts-, Sozial- und Wirtschaftseinheit. Der Soziologe Trutz von Trotha schreibt: „Im so genannten ‚Ganzen Haus’ der vor- und frühneuzeitlichen Welt standen Haus, Hof, die Abfolge der Generationen, die Dauerhaftigkeit des väterlichen Namens, die Sicherung des Lebensunterhalts und der Schutz der Familie und manches Verwandten im Mittelpunkt des Lebens der Familie.“[7][8] Mit der Entwicklung der bürgerlichen und nachbürgerlichen Familie habe sich dies geändert. Das „Ganze Haus“ als Sozialform[9] wurde jedoch im 19./20. Jahrhundert, beispielsweise durch Otto Brunner, zum ideologisch eingefärbten Begriff, der eine idealisierte Harmonie von „Herr und Gesinde“ unter der Führung des Hausvaters betonte. Als „Ganzes Haus“ wird nach Wilhelm Heinrich Riehl die vor allem in „Westeuropa“ entstandene Familienform der Bauern und Stadtbürger bezeichnet, die neben der Kernfamilie primär durch den Einbezug von Gesinde und unverheirateten Verwandten ausgezeichnet war. Wenn auch der Anteil dieser Haushalte nur etwa ein Drittel aller ausmachte, lebten in ihnen doch bis zu 50 % der sesshaften Menschen. Mit der Industrialisierung ging diese Lebensform sehr stark zurück. Umstritten ist ihre „ideologische“ Bedeutung: Einerseits gilt sie als harmonischer Hort unterschiedlicher sozialer Stände, als vorbildhaftes Modell patriarchaler Lebensform, andererseits wird die soziale Kluft zwischen Herrschaft und Gesinde betont und die Bedeutung des „Ganzen Hauses“ gegenüber der Kernfamilie relativiert – die zahlenmäßig immer überwog, aber in einer mittelalterlichen oder frühneuzeitlichen Gesellschaft kaum mit der heutigen Kernfamilie gleichgesetzt werden kann. Erst ab dem 18. Jh. liegen Quellen vor, die Haushalte mit allen in ihr lebenden Mitgliedern verzeichnen (Kameralistik; Steuer- und Zensuslisten); zuvor weisen Quellen oft ausschließlich Großfamilien der Oberschichten aus. René König hat darauf verwiesen, dass die Geschichtsschreibung deswegen oft die frühere Bedeutung von Kleinfamilien vernachlässigt habe.[10] Laut der Kulturwissenschaftlerin Evke Rulffes stütze sich Brunner auf die Hausväterliteratur, die er aber als Beschreibung der Wirklichkeit missdeutete, nicht als normative Texte. Die Theorie des ökonomisch autarken „Ganzen Hauses“ gilt heute, auch da die Mehrzahl aller Haushalte auch im Mittelalter in die Verkehrswirtschaft integriert[11] war, durch zahlreiche Studien zum Alltagsleben als widerlegt.[12][13]
- Der Begriff „Erweiterter Haushalt“ beschreibt (in der Rechtsform des „Hauses“) die Situation präziser, indem er methodisch eindeutig auf nur eine „Kernfamilie“ plus Gesinde und gegebenenfalls Verwandte verweist. Er bezieht sich nicht zuletzt auf das städtische Umfeld.[14]

## Bürgerliche Familie
Die „bürgerliche Familie“ entwickelte sich aus dem „Haus“ der städtischen Kaufleute und des sich bildenden Bildungsbürgertums in der Vormoderne. Hier wurde die Kernfamilie zum alleinigen Mittelpunkt des Hauses. Das vielerorts eingestellte Gesinde hatte eine andere Stellung als noch bei Handwerkern oder gar Bauern (bei denen das Gesinde oft aus der eigenen Schicht kam): Die Distanz zu den Dienstboten und Haushaltshilfen wurde stilbildend.
Charakteristisch für die bürgerliche Familie war die strikte Rollenverteilung in der Familie. So war der Mann für die außerhäuslichen Angelegenheiten verantwortlich, etwa die Sicherung des Einkommens oder das Pflegen der sozialen Kontakte, während die Frau vorrangig die Kindererziehung und den Haushalt übernahm.

## Kernfamilie
Am Ende der Entwicklung stand nach der Industrialisierung die Kernfamilie, d. h. die auf ihren eigentlichen Kern – Vater, Mutter und deren gemeinsame Kinder – reduzierte Familie, die die Funktion und die Rechte des „Hauses“ übernahm und in der zugleich beide Gatten als bürgerliche Individuen rechtsfähig wurden (Aufhebung des „Hauses“; wenn auch noch lange einseitig zugunsten des Mannes). Sie entsteht sowohl aus der „Bürgerlichen Familie“ des Bildungs- und Besitzbürgertums vornehmlich der Städte, aus dem Handwerk bei Ausgliederung der Werkstätten und Beschäftigten als auch aus der aufkommenden Arbeiterschaft. Die Kernfamilie ist begrifflich mit der traditionellen Familie vergleichbar.
Den universellen Sieg der Kernfamilie sagte – mit Blick auf die Entwicklung in den USA – der Soziologe William Josiah Goode 1963 voraus. Er sah darin eine Befreiung des Individuums.

## Traditionelle Familie
Die traditionelle Familie besteht aus Eltern, die verheiratet sind, und ihren gemeinsamen Kindern, wobei alle in einem gemeinsamen Haushalt leben. Das ist die Idealvorstellung der letzten Jahrzehnte in Deutschland. Immer noch gibt es diese klassische Form des familiären Zusammenlebens.
Allerdings haben sich die Rollenverteilungen weiterentwickelt. Früher sorgte sich die Frau meist um die Kinder, den Ehemann und den sonstigen Haushalt, der Mann ging arbeiten. Heute gehen auch die Mütter immer öfter arbeiten – oftmals suchen sie sich eine Halbtagsarbeit, sobald die Kinder im Kindergarten untergebracht sind. Auch Väter nehmen immer öfter ihr Recht auf Erziehungsurlaub in Anspruch bzw. arbeiten in Teilzeit. Die Zahl der Kinder ist stark zurückgegangen; brachte eine Frau in Deutschland vor 50 Jahren im Durchschnitt zwei oder drei Kinder zur Welt, sind es gegenwärtig nur noch 1,4 Kinder. Dies wird vielfach auf die Schwierigkeit für Frauen zurückgeführt, Beruf und Familie miteinander zu vereinbaren. Um diese Situation zu verbessern, werden Ganztagsschulen und Kinderbetreuungseinrichtungen ausgebaut.
Ein Vorteil der traditionellen Familie ist ihre gute rechtliche Absicherung: Vom Unterhaltsrecht bis zum Sorgerecht sind die gesetzlichen Regelungen für diese Familienform am umfangreichsten.
Trotz steigender Scheidungsraten lebt mehr als die Hälfte der Bevölkerung innerhalb einer Familie mit Kindern, und 80 Prozent der Kinder wachsen mit Geschwistern auf. Die traditionelle Familie ist also auch noch heute als Lebensform beliebt. Die meisten Paare äußern den Wunsch nach einer kleinen klassischen Familie.

## Postmoderne Familie
Die traditionelle Familie, welche auf Zuverlässigkeit angewiesen ist, steht einem Arbeitsleben, das durch Veränderungen und Kurzfristigkeit gekennzeichnet ist, gegenüber. Daher wird es oftmals als schwierig empfunden, eine traditionelle Familienstruktur aufrechtzuerhalten. Für viele hat dies zur Konsequenz, andere Familienformen zu wählen bzw. zu akzeptieren. Stieffamilien und Einelternfamilien immer populärer; was früher als Schande galt, ist heute weitgehend gesellschaftlich akzeptiert. Neben verschiedenen Nachteilen können solche Familienformen auch Vorteile bieten, etwa indem Kinder schneller lernen, Verantwortung zu übernehmen und selbstständig zu werden.
Insgesamt ist ein Trend zur Auflösung der Gattenfamilie festzustellen. Neue Strukturen werden gern unter dem Oberbegriff „postmoderne Familie“ zusammengefasst. Der Begriff der „Postmoderne“ im soziologischen Sinne meint das Vorliegen eines Pluralismus von Sprachen, Modellen und Verhaltensweisen. Er soll so etwas wie „Nachmoderne“ (Beck) bedeuten, also die Zeit nach der Hochphase der Industrialisierung, sprich: etwa ab dem Zweiten Weltkrieg. Gesellschaftlich ist seitdem eine Reihe alternativer Entwicklungen neben dem – freilich weiterhin deutlich überwiegenden – Konzept der Kernfamilie festzustellen. Sie reichen von Wohngemeinschaften und Partnerschaften über Einelternfamilien bis hin zur Verbindung zweier Eltern mit jeweils eigenen Kindern zu einer Stieffamilie ohne rechtliche Bindung. Ein oft dafür verwendeter Ausdruck, Patchworkfamilie, beleuchtet die Sicht der in solch einem sukzessiven Verbund aufwachsenden Kinder. Unter Umständen hat so ein Kind sechs oder mehr Großelternpaare mit unterschiedlicher Intensität der emotionalen und instrumentellen Bindungen. Staatlicherseits wird die nicht-eheliche Verbindung formalisiert, sei es durch Anrechnung von Einkommen nichtehelicher Partner in der Armengesetzgebung (Deutschland: eheähnliche Lebensgemeinschaft, Bedarfsgemeinschaft), sei es durch Anerkennung der Verbindung homosexueller Paare (eingetragene Lebenspartnerschaft, gleichgeschlechtliche Ehe), oder – andererseits – durch gemeinsames Sorgerecht nichtverheirateter Eltern bei gemeinsamen Kindern. Doch auch in modernen rechtsgültigen Ehen werden Lebensbeziehungen alltäglich, die solchen Entwicklungen entsprechen.
Der belgische Demographieforscher Ron Lesthaeghe entwickelte eine Entwicklungslinie des Zerfalls der Familienstruktur, die von der Erhöhung des Heiratsalters, das verbreitete Zusammenleben unverheirateter Paare über den Anstieg der Scheidungsrate, die zeitliche Verschiebung der ersten Schwangerschaft, den Rückgang der Geburtenrate, die Anstieg der Zahl außerehelicher Geburten bis zur Zunahme der Zahl der Frauen reicht, die unverheiratet bleiben (bei den jüngeren Kohorten in Europa und den USA zwischen 15 und 30 %). Gemeinsamer Nenner dieser Entwicklung ist die größere Freiheit der Individuen in ihrer Lebensgestaltung. Diese Entwicklung wird allgemein die zweite demographische Transition genannt.

## Weitere Typologien
Eine Typologie historischer und moderner Familiensysteme entwickelte Emmanuel Todd und verfeinerte sie im Laufe der Jahre. Er geht von einer mentalitätsprägenden Wirkung von Familienstrukturen aus, die sich auch auf die Ökonomie auswirken, z. B. auf Unternehmensformen, Erbrecht, Eigentumsrecht und Mobilität. So entstehen mit den frühen Agrargesellschaften Familiensysteme (und Weltsichten), die hierarchisch und autoritär geprägt sind und dem ältesten Sohn einen überproportionalen Anteil ihres Eigentums vererben. Damit führen sie zur ungeteilten Ansammlung von Eigentum und Wissen. Typisch dafür ist die „Stammfamilie“ wie in Deutschland, Japan oder Korea mit hoher Bedeutung der Abstammungslinie, enger Bindung an den Boden und hohem Anteil an Familienunternehmen. Wo hingegen Eigentum egalitär vererbt wird wie in Nordfrankreich oder ohne feste Regeln frei vererbt wird wie in den angelsächsischen Ländern, werden Menschen eher als gleich angesehen bzw. ihnen wird ihr Erbe z. B. nach ihren Verdiensten und nicht nach ihrer Position in der Erbfolge zugemessen. Hier hat nach Todd die Idee universeller Menschenrechte ihren Ursprung. Die „kommunitär“-exogame Familie der egalitären Brüdergemeinschaft mit autoritärem Patriarchen, die ihren Ursprung in den Nomadengesellschaften hat, aber heute in Russland, Teilen Chinas und auf dem Balkan überlebt, führe ebenso wie die endogam-kommunitäre Familie der altorientalischen Agrargesellschaften zu einer Abwertung der Rolle der Frauen. Die erstere neige wegen ihres Egalitarismus zur Zersplitterung ihres Eigentums oder zum dörflichen Gemeinschaftseigentum, die letztere zur Konzentration in einer Hand. Die vor allem in den USA verbreitete, extrem reduzierte und in ihrer Existenz zeitlich eng befristete Kernfamilie sei hingegen extrem mobil gegenüber den konservativ-statischen Strukturen der bäuerlichen Großfamilie; ihre Mitglieder tendieren zu liberalen Werten; es existieren jedoch nur wenige Familienunternehmen, die zwei Generationen überdauern. In diesen Kontexten wirken auch religiöse Traditionen nach der Säkularisierung als unbewusste Regelsysteme fort, indem sie z. B. Immer noch die Heiratsmuster beeinflussen. Todd spricht in diesem Zusammenhang von „Zombie-Religionen“, die sich trotz rascher Säkularisierung aufgrund ihrer langen kulturellen Nachwirkungen einer raschen Einebnung der Differenzen als Folge der Globalisierung widersetzen: So prägt der Katholizismus die Vorstellungen vom Familienleben in großen Teilen Süd- und Zentraleuropas und der kulturelle Einfluss der Bibel in protestantischen Ländern die Vorstellung vom Erstgeburtsrecht. Todd geht davon aus, dass Mentalitäten und Wertsysteme das Zerbrechen der ihnen zugrundeliegenden Familienformen aus bäuerlicher Vergangenheit lange Zeit überdauern, dass also die Familienformen, religiösen Praktiken usw. zugleich tot und nicht tot (Zombies) sind. aus den Befunden Ron Lestaeghes lässt sich laut Todd keinesfalls eine Konvergenz der Familienformen ableiten.